# Amanda Obdam
Amanda Charlene Obdam (tiếng Thái: อแมนด้า ชาร์ลีน ออบดัม; sinh ngày 17 tháng 6 năm 1993) là một nữ diễn viên, người mẫu và người đẹp người Canada gốc Thái Lan. Cô đã đăng quang Hoa hậu Hoàn vũ Thái Lan 2020. Amanda Obdam đại diện cho Thái Lan tại cuộc thi Hoa hậu Hoàn vũ 2020 ở Hollywood, Florida và lọt vào Top 10 chung cuộc.

## Thời trẻ và học vấn
Amanda sinh ngày 17 tháng 6 năm 1993 tại Phuket, có cha là người Canada gốc Âu và mẹ là người Thái gốc Hoa. Cô học chương trình tiếng Anh tại Trường Satree Phuket và Trường Quốc tế Anh, Phuket. Sau khi tốt nghiệp, Amanda chuyển đến Toronto để theo học Đại học Toronto Mississauga. Cô tốt nghiệp trường này với bằng Kinh tế, Quản trị Kinh doanh và Quản lý Tổng hợp vào năm 2015, với danh hiệu hạng nhất.

## Đăng quang
Amanda bắt đầu sự nghiệp ở cuộc thi hoa hậu vào năm 2015, tham gia cuộc thi Hoa hậu Thế giới Thái Lan 2015 và lọt vào top 10. Sau đó, cô đã tham gia và giành chiến thắng cuộc thi Hoa hậu Hòa bình Phuket 2016. Với kết quả này, cô được tham gia Hoa hậu Hòa bình Thái Lan 2016 với tư cách là đại diện của tỉnh Phuket. Cô tiếp tục lọt vào Top 10, đồng thời giành thêm danh hiệu phụ là Miss Rising Star. Sau Miss Grand Thailand, Amanda được chọn làm đại diện cho Thái Lan tại Miss Tourism Metropolitan International 2016 ở Campuchia và giành được danh hiệu.
Năm 2020, Amanda được chọn là thí sinh của Hoa hậu Hoàn vũ Thái Lan 2020 và là một trong những thí sinh đến từ tỉnh Phuket. Cô nổi lên như một người được yêu thích khi giành được danh hiệu này, giành được danh hiệu trước cuộc thi Hoa hậu Prissana, ngoài ra cô còn là một trong năm người nhận vương miện vàng và chiến thắng ký tự đại diện bài phát biểu lọt vào top 20. Vòng chung kết được tổ chức vào ngày 10 tháng 10 năm 2020 tại Bangkok, Amanda tiếp tục vượt qua các vòng thi cho đến khi giành được danh hiệu. Amanda là người Canada gốc Thái Lan thứ hai liên tiếp giành được danh hiệu này, sau người tiền nhiệm Paweensuda. Amanda đại diện cho Thái Lan tại Miss Universe 2020.
Amanda đại diện cho Thái Lan tại cuộc thi Hoa hậu Hoàn vũ lần thứ 69 vào ngày 16 tháng 5 năm 2021 tại Seminole Hard Rock Hotel & Casino, Hollywood, Florida, Hoa Kỳ và đứng trong Top 10.